# Església de fusta d'Øye
L'església de fusta d'Øye és un temple cristià medieval de ca. 1200 pertanyent al grup de les Stavkirke. Es localitza a Øye, un petit poble del municipi de Vang, a Noruega.
És una reconstrucció de la dècada del 1950 amb la major part del material original. És una de les stavkirke més petites i també una de les més antigues. Forma part de la parròquia de Vang, i és utilitzada per a efectes eclesiàstics només algunes vegades l'any.

## Història
És anomenada per primera vegada en una font escrita del 1347, però és datada a ca. 1200. Se situava al principi en un solar just al costat del fiord. L'any 1747 va ser derrocada, en iniciar-se la construcció d'una moderna església de pedra al poble. Les restes de la stavkirke van ser amagats, i el seu parador es va ignorar fins a 1935, quan durant les obres d'expansió de la nova església, es van trobar sota el seu sòl peces de fusta de la stavkirke.
De les peces trobades, 156 es van conservar per a una eventual reconstrucció de la vella església de fusta. Amb fons recol·lectats entre els ciutadans de la parròquia i del Riksantikvarien (departament de l'Estat noruec responsable dels monuments històrics), l'església de fusta de Øye va ser reconstruïda a la dècada de 1950 d'acord amb els plànols de l'arquitecte Ona Øvergaard. Es va triar una nova ubicació propera a la inicial però en un terreny més alt. Øvergaard va utilitzar tot el material original rescatat i algunes peces noves, entre les quals es trobaven algunes sobrants de la reconstrucció de l'església de fusta de Heddal de 1952.
Es creu que un dels motius per no reconstruir-la a la seva ubicació primitiva, un terreny baix al costat del fiord, fou que el riu es desbordava contínuament i inundava el cementiri, provocant l'emergència de cadàvers.

## L'edifici
El plànol de l'església és una forma intermèdia entre una stavkirke tipus A i una tipus B. Té quatre pals centrals que sostenen el sostre sobre la nau. Dos pals més sostenen el sostre del cor; aquest és de menor amplària que la nau. La sala central de la nau no té un sostre elevat, com succeeix amb les stavkirke de tipus B. A l'interior de l'església hi ha quatre pals més, sense cap funció. S'ha suggerit que aquests sostenien una torre. El doble escalonament del sostre de la stavkirke es produeix per la diferència de nivell entre el sostre del cor i la nau amb el d'un corredor exterior que envolta totalment a tots dos.